# Milo Quesada
Milo Quesada (eigentlich Raúl García Alonso; * 16. April 1930 in Buenos Aires; † 12. Dezember 2012 in Madrid) war ein argentinischer Schauspieler.

## Leben
Quesada begann in seiner Heimat Argentinien unter seinem Realnamen mit der Schauspielerei, nahm aber recht schnell den Bühnennamen Milo Quesada an. Seine erste Filmrolle erhielt er 1954 in Crisol de hombres. In den späten 1950er Jahren ging er nach Spanien und fand in der dort aufblühenden Filmindustrie viele Angebote als Charakterdarsteller, die er bis Mitte der 1970er Jahre wahrnahm. 1994 spielte er noch im Fernsehfilm Lamujer de tu vida 2. Seine Werkliste umfasst nahezu 50 Filme.

## Filmografie (Auswahl)
- 1954: Crisol de hombres
- 1963: Die drei Gesichter der Furcht (I tre volti della paura)
- 1965: Durchs wilde Kurdistan
- 1965: Stirb aufrecht, Gringo! (La colt è la mia legge)
- 1965: Die Verfluchten der Pampas (Pampa salvaje)
- 1965: Das 10. Opfer (La decima vittima)
- 1966: Der lange Tag der Rache (I lunghi giorni della vendetta)
- 1966: Mountains (Mestizo)
- 1967: Das Haus der tausend Freuden
- 1967: Sein Steckbrief ist kein Heiligenbild (El hombre que mató a Billy el Niño)
- 1967: Ein Stoßgebet für drei Kanonen (Professionisti per un massacro)
- 1967: Töte, Django (Se sei vivo spara)
- 1968: Heißes Spiel für harte Männer (El crimen también juega)
- 1969: Monte Cassino (La battaglia dell'ultimo panzer)
- 1969: A Talent for Loving
- 1970: Der Hexentöter von Blackmoor (El proceso de las brujas)
- 1971: Captain Apache
- 1971: Dans la poussière du soleil